# Ballygar
Ballygar (irisch Béal Átha Ghártha) ist ein kleiner Ort im Osten des County Galway im Westen der Republik Irland. Die Einwohnerzahl von Ballygar wurde bei der Volkszählung 2022 mit 660 Personen ermittelt.

## Lage
Ballygar liegt etwa 19 Kilometer südwestlich von Roscommon und etwa 27 Kilometer nordwestlich von Athlone. Durch die Ortschaft führt die Nationalstraße N63 zwischen Roscommon und Mountbellew. Von Galway aus sind es 65 Kilometer bis Ballygar. Der Fluss Suck fließt im Osten der Siedlung.

## Geschichte
Die Geschichte Ballygars ist ab dem 16. Jahrhundert nachvollziehbar. Ballygar Castle wird 1585 erwähnt. Aber bereits 1707 werden keine Gebäude mehr erwähnt, als das Gelände verkauft wird. Seit 1818 wird ein Textilmarkt für Ballygar eingerichtet. Aus dem Wohlstand entsteht Castle Kelly. Die anglikanische Kirche 1856 vor Castle Kelly errichtet (und in den 1930er Jahren nach Gortanumera bei Portuma transloziert). Die katholische St. Mary’s Church wurde 1857 errichtet.
Jährlich findet der Ballygar Carnival seit 1945 statt. 
Seit 1977 befindet sich hier eines der größten Sägewerke Irlands (Murray Timber).

## Persönlichkeiten
- Patrick Gilmore (1829–1892), irischer Komponist
- Philip Pettit (* 1945), Philosoph und Politikwissenschaftler
- Martin Daly (* 1962/1963), Allgemeinmediziner und Politiker (Fine Gael), Teachta Dála